# Klaudiusz Poullart des Places
Klaudiusz Franciszek Poullart des Places' (ur. 26 lutego 1679 w Rennes, zm. 2 października 1709 w Paryżu) – Sługa Boży, prezbiter katolicki, założyciel Zgromadzenia Ducha Świętego.
Urodził się jako pierworodny syn Franciszka i Janiny z d. Le Meneust. Ojciec jego był adwokatem przy Parlamencie w Bretanii. Jako siedmiolatek rozpoczął naukę w kolegium ojców jezuitów w Rennes. W kaplicy kolegium przyjął Pierwszą Komunię świętą i został przyjęty do Sodalicji Mariańskiej.
Na zakończenie nauki w kolegium, jako najlepszy uczeń, piętnastoletni maturzysta, został wybrany do obrony tezy filozoficznej. Następnie wstąpił do seminarium, będąc klerykiem zgromadził wokół siebie biednych seminarzystów i w uroczystość Zesłania Ducha Świętego (27 maja 1703 roku) założył Zgromadzenie Ducha Świętego. Zmarł z wyczerpania spowodowanego chorobą w 1709 roku.